# Erythrovenator
Erythrovenator – рід тероподів, що існував у пізньому тріасовому періоді, близько 233-225 млн років тому. Відомий за частиною лівої стегнової кістки, знайденої на території Бразилії. Один з найдавніших відомих тероподів.
Описано один вид – Erythrovenator jacuiensis.